# Vojaški ordinariat Nizozemske
Vojaški ordinariat Nizozemske je rimskokatoliški vojaški ordinariat, ki je vrhovna cerkveno-verska organizacija in skrbi za pripadnike Nizozemskih oboroženih sil.
Sedež ordinariata je v Haagu.

## Škofje
- Bernard Jan Alfrink (1957 - 1975)
- Johannes Gerardus Maria Willebrands (6. december 1975 - 22. november 1982)
- Ronald Philippe Bär (22. november 1982 - 13. marec 1993)
- Joseph Maria Punt (1. april 1994 - danes)